# Agostino Bonisoli
Pour les articles homonymes, voir Bonisoli.
Agostino Bonisoli (né en 1633 à Crémone en Lombardie et mort en 1700 dans cette même ville) est un peintre italien baroque actif au XVIIe siècle.

## Biographie
Agostino était un peintre italien de la période baroque, principalement actif à Crémone. Il fut l'élève du peintre Giovanni Battista Tortoroli et travailla avec Luigi Miradoro.
Robert de Longe (1646 - 1709) fut un de ses élèves.  Son style inspiré par des thèmes historiques et le portrait s'apparente à celui de Véronèse.
Agostino Bonisoli est invité à la cour du troisième prince de Bozzolo (MN) où il ouvre l'académie du nu. Il resta à la cour de Gonzaga jusqu'à sa mort, due à une rétention d’urine, à l'âge de 77 ans en 1707. Beaucoup de ses œuvres sont restées dans les églises de la région de Bozzolo.

## Œuvres
- Vie de saint Antoine, église Saint-François, Crémone.
- Charles Borromée et Louis de Gonzague priant la Vierge Marie (1695), Musée de Mantoue.
- Retable, église de Castelponzone, frazione de Scandolara Ravara.